# Cafer Höyük
Cafer Höyük es un yacimiento arqueológico situado a unos 40 kilómetros al noreste de Malatya (Turquía), en el valle del Éufrates. Fue habitado hace más de diez mil años, durante la revolución neolítica.
La construcción de la presa de Karakaya ha inundado el noreste del túmulo. Entre 1979 y 1986, el Centro Nacional de Investigación Científica francés (CNRS), dirigido por Jacques Cauvin, llevó a cabo excavaciones de rescate. Los hallazgos datan del Paleolítico, el Neolítico precerámico, el Neolítico cerámico y la Edad del Bronce antigua, junto con algunos hallazgos medievales. Las técnicas de construcción del yacimiento eran similares a las utilizadas en Cayonu, con estructuras rectangulares de adobe con tres habitaciones, denominadas por Cauvin fase de «planta celular». Los grabados de los hombros de toros en las paredes de una casa eran indicativos de una animalidad similar a la encontrada en Çatal Höyük. Las primeras evidencias de cereales domesticados aparecen poco antes de esta fase. La ganadería no se evidenció en este nivel, sino que se desarrolló posteriormente en el PPNB. Se ha sugerido que los rasgos del túmulo indican características de fertilidad masculina y femenina. Durante las excavaciones también se encontraron figurillas votivas que se cree que eran dioses masculinos.
El «periodo antiguo» del asentamiento muestra un uso predominante del sílex para las herramientas, pero en el «periodo medio» la obsidiana se hace cada vez más frecuente. El «periodo nuevo» muestra un uso de obsidiana en torno al 90%. También se desenterraron esqueletos, entre ellos los de dos niños. Se encontró el esqueleto de un perro de compañía, lo que evidencia la caza de conejos junto con animales más grandes en la primera etapa, como jabalíes, corzos, zorros y otras presas. Se cazaban ovejas y cabras y también se descubrió un número muy reducido de huesos de oso y pantera. Los hallazgos indican que en etapas posteriores se cazaban presas de mayor tamaño.
En las primeras capas de la excavación se encontraron variedades silvestres de trigo farro y escanda menor. En los niveles posteriores se hallaron trigo, cebada, lentejas y guisantes cultivados junto con variedades silvestres. En estos niveles también se encontraron silos para almacenar grano. Las primeras capas de las excavaciones mostraron evidencias de trigo silvestre farro y escanda menor. Los hallazgos demostraron que estos dos cereales se cultivaron en primer lugar, seguidos por las lentejas, los guisantes y el haba y después por la cebada.  Estas pruebas llevaron a Willem van Zeist a sugerir que los cultivos domesticados no entraron en la zona de los montes Tauro y el norte de Siria hasta mediados del PPNB.
Cauvin trazó diseños detallados de las distintas fases de construcción de los asentamientos y dató el «periodo antiguo» en el Neolítico precerámico B con datación por c14 de alrededor de 8450-7180 a. C.  Calibraciones más recientes han hecho retroceder la datación de los primeros niveles hasta 8920 a. C.